# 딴단 두비 두바!
〈딴단 두비 두바!〉(일본어: ダン・ダン ドゥビ・ズバー! 단단 두비 즈바[*])는 Dream5의 13번째 싱글이다. 2014년 10월 29일에 에이벡스 뮤직 크리에이티브(FRAME 레이블)에서 발매됐다.

## 개요
- 전작 싱글 〈Break Out/요괴체조 1번〉으로부터 약 6개월만의 발매이다.
- 타이틀곡은 전작 〈요괴체조 1번〉에 이어서 애니메이션 《요괴워치》의 닫는 곡이다.
- 커플링곡인 〈Summer Rainbow〉는 여성 멤버가 출연하는 이토요카도 ‘Mc Sister’의 CM송이다.
- Dream5의 첫 오리콘 데일리 순위 1위를 달성하고, 11월 10일자 오리콘 주간 랭크에서는 약 6.6만장의 매상을 올렸다.[1]또, 첫 주간 1위를 획득. 일본 레코드 협회의 골드인정에서 Dream5로는 처음이 되는 매상 10만장을 넘늠 골드로 인정됐다.
- 전작까지와 다른 레이블이 에이벡스 트랙스가 아닌 FRAME로 되고 있다.

## 수록곡

### CD+DVD (초회생산반/통산반)
CD
1. 딴단 두비 두바!(ダン・ダン ドゥビ・ズバー!)
  - 작사: Motsu. 타카기 타카시 / 작곡 · 편곡: 키쿠야 토모키
2. Summer Rainbow
  - 작사: marker / 작곡: Masaki Iehara, NA.ZU.NA / 편곡: NA.ZU.NA
3. 딴단 두비 두바! (오리지널 카라오케)
4. Summer Rainbow (오리지널 카라오케)

DVD
1. 딴단 두비 두바! (뮤직비디오)
2. 딴단 두비 두바! (안무 영상)
3. Summer Rainbow (안무 영상)

- CD+DVD 초회생산반에는 게임 《요괴워치》의 캐릭터 ‘브리 대장’(한국명은 ‘빌리 대장’)의 요괴메달이 특전으로 들어가있다.

틴스고린이스 조이 타우노리소 잠버릇
CD
1. 딴단 두비 두바!
2. Summer Rainbow
3. 딴단 두비 두바! (오리지널 카라오케)
4. Summer Rainbow (오리지널 카라오케)

## 킹 크림소다 버전
킹 크림소다의 3번째 싱글 〈게랏포 댄스 트레인〉에 수록되고 있다.

## 한국어 버전
〈딴단 두비 두바〉는 한국어판 《요괴워치》의 닫는 곡으로 사용됐다.
| TV 애니메이션 《요괴워치》 닫는 곡 2014년 7월 4일 (25화) ~ 2014년 12월 26일 (50화)           |                                      |                                                            |
| 이전 곡: Dream5 〈요괴체조 1번〉                                                             | Dream5+브리 대장 〈딴단 두비 두바!〉 | 다음 곡: 냐KB with 츠치노코팬더 〈아이돌은 우냐냐하는 건〉 |
| TV 애니메이션 《요괴워치》 한국어판 닫는 곡 2015년 12월 22일 (63화) ~ 2016년 1월 26일 (73화) |                                      |                                                            |
| 이전 곡: 크레용팝 〈요괴체조 1번〉                                                           | 김현지+빌리 대장 〈딴단 두비 두바〉  | 다음 곡: 김가령 〈우주 댄스〉                              |